# Szankil
Szankil (arab. شنكل) – wieś w Syrii, w muhafazie muhafazie Aleppo. W 2004 roku liczyła 263 mieszkańców.